# Ripostiglio

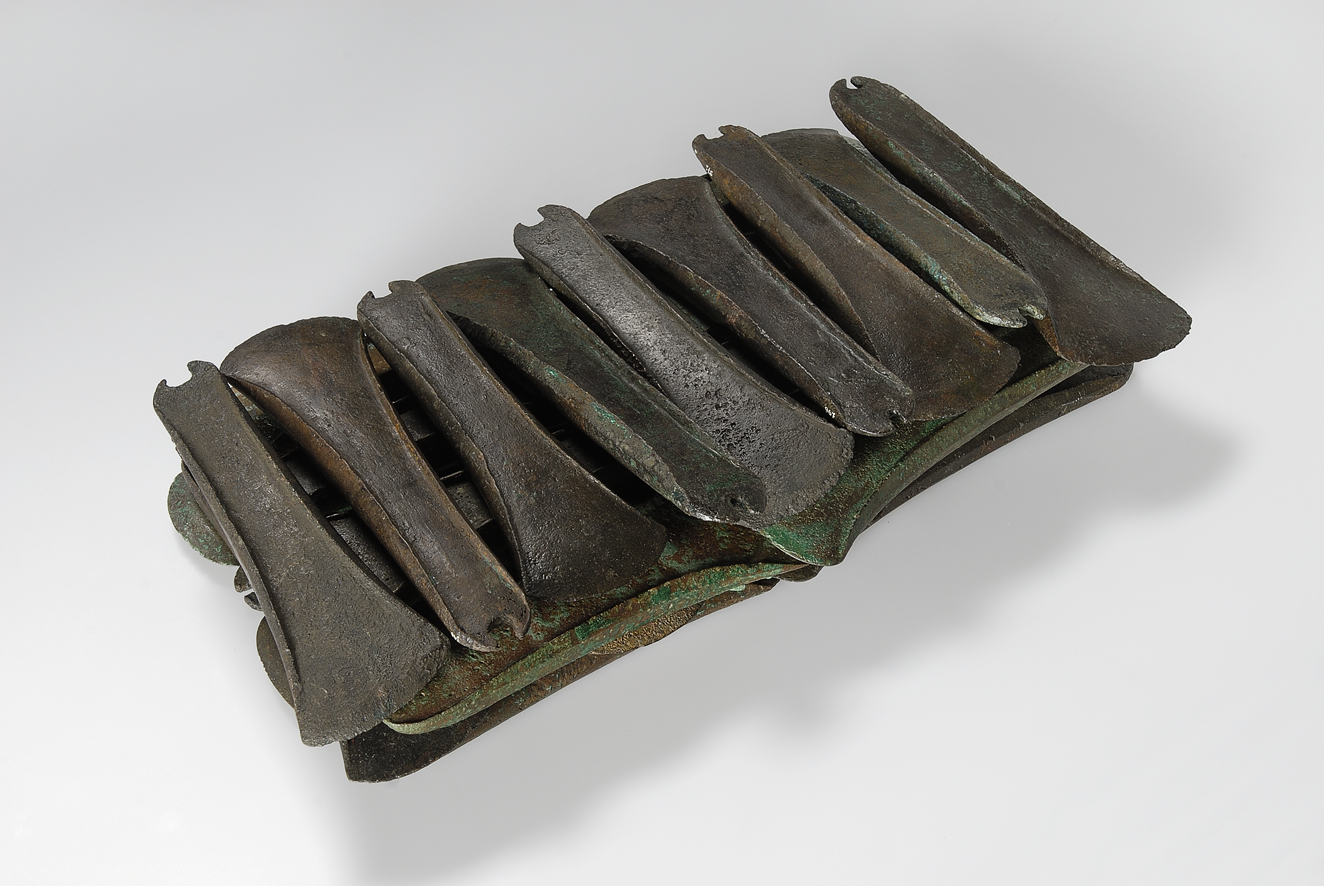
Asce del ripostiglio di Savignano sul Panaro, Museo civico di Modena

In  archeologia un ripostiglio è un accumulo di oggetti, solitamente in bronzo, deposti nel sottosuolo, in una grotta, in un anfratto, sotto abitazioni, o comunque in luoghi che ne rendevano molto difficoltoso, o addirittura impossibile, il recupero.
I ripostigli sono molto diffusi nell'Europa dell'età del bronzo (circa 2200-800 a.C.) e rappresentano degli accumuli di grande valore, dato che il metallo era all’epoca molto prezioso e costituiva il mezzo privilegiato per gli scambi economici. Nascondere un consistente nucleo di oggetti metallici significava quindi sottrarre dalla circolazione un rilevante valore economico. 
L’occultamento poteva avere due possibili spiegazioni: una forma di tesaurizzazione (ad esempio la messa in sicurezza delle scorte di un artigiano metallurgo itinerante o la riserva collettiva di un intero villaggio) oppure una deposizione rituale, cioè un’offerta alle divinità di beni di alto valore economico, che non prevedeva il recupero successivo degli oggetti. La seconda ipotesi sembra adattarsi meglio alla maggior parte dei ripostigli scoperti.